# Мазрак Задран
Мазрак Хан Задран (пушту زمرک خان ځدراڼ‎; около 1900—1972) — вождь пуштунского племени Задран, который сражался против афганского правительства во время восстаний афганских племен 1944—1947 годов, чтобы поддержать восстановление короля Амануллы Хана. Некоторые источники передают его имя как Мазарак или Земарак.

## Личная жизнь и внешность
Мазрак был старшим из девяти или восемнадцати сыновей Бабрак-хана, который был вождем племени Задран на момент рождения Мазрака. Среди братьев Мазрака был Саад Акбар Бабрак. Зимний дом Мазрака находился в деревне Альмара. Его внешность в 1951 году была описана как «коренастый мужчина с черной бородой», который «носил коричневую вышитую шерстяную чугу (плащ) поверх своих шальвар камиз». В 1972 году он был описан как «типичный суровый патан, уверенный в своей внешности и осанке; тихий, с видом благородства, приобретенного самим собой. Он был в светло-коричневых шальварах, черной кепке с высоким воротником, черных ботинках, с крашеной бородой и усами» .

## Вождь

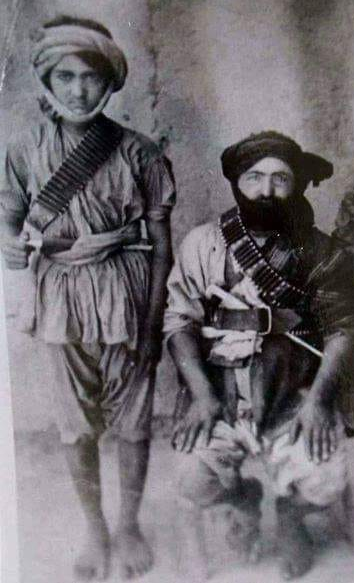
Мазрак (слева) со своим отцом, Бабраком. Фотография сделана в 1925 году или ранее.

Мазрак пришел к власти после смерти своего отца. Он поддерживал восстановление Амануллы Хана, короля Афганистана, который был свергнут в ходе гражданской войны в Афганистане. В пакистанском расследовании 1947 года говорится, что «после того, как нынешняя династия захватила трон Кабула, Мазрак, старший брат Саида Акбара, получил звание наиб салар».
В апреле 1944 года Мазрак Хан устроил засаду против правительственных войск в Южной провинции, после чего был отброшен и вынужден отступить в горы . Он продолжал сражаться с афганским правительством в последующие годы. В конце 1944 года он вторгся в пределы Британского владычества, где к нему присоединился Султан Ахмед, вождь из Белуджистана. Позже к ним присоединился другой лидер повстанцев по прозвищу Пак.
Однако удача Мазрака была недолгой. Он был вынужден покинуть британскую территорию из-за британской бомбардировки. В октябре 1945 года большинство племени сафи сдались , за чем последовала капитуляция султана Ахмада в ноябре. Тем не менее, Мазрак и его брат Шер Мухд хан продолжали сражаться , отказываясь сдаваться до 11 января 1947 года . Мазрак был выслан из Афганистана правительством и был благосклонно принят властями британского владычества.

## Преемственность
В книге «Политические заговоры в Пакистане», написанной в 1969 году, утверждается, что вождем Задрана в то время был Абдулла Хан Джадран Яван, хотя неясно, была ли преемственность немедленной или кто-то другой был вождем между Мазраком и Абдуллой.

## Изгнание и дальнейшая жизнь
2 апреля 1948 года Мазрак и его брат Саад были интернированы в Кахиле, Абботтабад, в домах № 3000 и 3259 соответственно, в соответствии с положениями Постановления III от 1818 года. В тот день Гулам Сарвар, заместитель комиссара, написал суперинтенданту полиции письмо № 4938/30.20, попросив его внимательно следить за их деятельностью и время от времени сообщать об этом. Во время индо-пакистанской войны 1947—1948 годов Мазрак (который все еще находился в заключении) якобы призывал своих последователей присоединиться к Регулярным силам Азад Кашмир, чтобы «освободить Кашмир от индуистского правления».
16 октября 1951 года брат Мазрака, Саад Акбар Бабрак, застрелил Лиаквата Али Хана, премьер-министра Пакистана. Вскоре после этого Мазрак был интернирован в пустующее бунгало инспектора полицейского резерва и оставался там интернированным «довольно долго». Он утверждал, что до убийства его брата Лиаката Али Хана «определенные афганские чиновники» предложили ему 1400 фунтов стерлингов за убийство Лиаката, но он отклонил предложение.
В 1972 году Мазрак, который все еще находился в Абботтабаде, дал интервью Зубайру Куреши по поводу убийства Лиаката Али Хана его братом. Мазрак настаивал на том, что его брат не убивал премьер-министра, и заявил, что он все еще получает стипендию (255 долларов в месяц) от пакистанского правительства. Эта стипендия была его единственным источником дохода и которого хватало на жизнь и случайные поездки на курорты. Его любимым летним убежищем был Шогран в долине Каган.